# Euphorbia whitei
Euphorbia whitei är en törelväxtart som beskrevs av Louis Cutter Wheeler. Euphorbia whitei ingår i släktet törlar, och familjen törelväxter. Inga underarter finns listade i Catalogue of Life.